# تايرون لوران
تايرون غابريل لوران (بالهولندية: Tyrone Loran)‏ (مواليد 29 يونيو 1981 في أمستردام) لاعب كرة قدم من جزر الأنتيل الهولندية دولي يجيد اللعب في خط الدفاع . يلعب حاليا لصالح نادي بريدا الهولندي منذ 2007 .

## روابط خارجية
- تايرون لوران على موقع الاتحاد الدولي (مؤرشف)  (الإنجليزية)
- تايرون لوران على موقع قاعدة بيانات كرة القدم.إي يو (الإنجليزية)
- تايرون لوران على موقع ناشيونال فوتبول تيمز (الإنجليزية)
- تايرون لوران على موقع Soccerbase.com (لاعب) (الإنجليزية)
- تايرون لوران على موقع Soccerway.com (الإنجليزية)
- تايرون لوران على موقع عالم كرة القدم.نت (الإنجليزية)
- تايرون لوران على موقع كووورة